# Aston Villa FC (rezerva a akademie)
Aston Villa Under-21s je rezervní tým anglického klubu Aston Villa FC. Rezerva hraje ligovou sezónu v Premier League do 21 let, což je nejvyšší liga v Anglii pro tuto věkovou kategorii. Trenérem je Gordon Cowans.
Akademie Aston Villy FC je výběr hráčů Aston Villy do 18 a méně let. Akademie působí v Premier League do 18 let a v FA Youth Cupu. Trenérem je Ben Petty.

## Sestava U21
Aktuální k datu: 19. březen 2016
| Číslo |            | Pozice | Hráč              |
| ----- | ---------- | ------ | ----------------- |
| —     | Anglie     | B      | Charlie Bannister |
| —     | Černá Hora | B      | Matija Sarkic     |
| —     | Anglie     | B      | Bradley Watkins   |
| —     | Anglie     | O      | Joshua Webb       |
| —     | Irsko      | O      | Kevin Toner       |
| —     | Anglie     | O      | Kodi Lyons-Foster |
| —     | Anglie     | O      | Ben Swift         |
| —     | Anglie     | O      | Easah Suliman     |
| —     | Anglie     | O      | Niall Mason       |

| Číslo |         | Pozice | Hráč           |
| ----- | ------- | ------ | -------------- |
| —     | Anglie  | O      | Liam Bateman   |
| —     | Wales   | O      | Tom Leggett    |
| —     | Anglie  | Z      | Henry Cowans   |
| —     | Anglie  | Z      | Rory Hale      |
| —     | Anglie  | Ú      | Harry McKirdy  |
| —     | Švédsko | Ú      | Khalid Abdo    |
| —     | Anglie  | Ú      | Corey Taylor   |
| —     | Anglie  | Ú      | Jerell Sellars |

## Sestava U18
Aktuální k datu: 19. březen 2016
| Číslo |          | Pozice | Hráč             |
| ----- | -------- | ------ | ---------------- |
| —     | Švédsko  | B      | Viktor Johansson |
| —     | Anglie   | B      | Emmanuel Idem    |
| —     | Finsko   | O      | Joonas Sundman   |
| —     | Irsko    | O      | James Finnerty   |
| —     | Anglie   | O      | Liam Hailey      |
| —     | Francie  | O      | Johan Abdoul     |
| —     | Anglie   | O      | Joe Linley       |
| —     | Wales    | O      | Mitchell Clark   |
| —     | Anglie   | Z      | Jordan Cox       |
| —     | Rakousko | Z      | Anes Omerovic    |
| —     | Irsko    | Z      | Jake Doyle-Hayes |

| Číslo |           | Pozice | Hráč                   |
| ----- | --------- | ------ | ---------------------- |
| —     | Slovensko | Z      | Jozef Pastorek         |
| —     | Anglie    | Z      | Jack Clarke            |
| —     | Wales     | Z      | Jack Coates            |
| —     | Anglie    | Z      | Jake Humphries         |
| —     | Anglie    | Z      | Keinan Davis           |
| —     | Anglie    | Ú      | Jake Hayes             |
| —     | Anglie    | Ú      | Kelsey Mooney          |
| —     | Anglie    | Ú      | André Green            |
| —     | Anglie    | Ú      | Callum O'Hare          |
| —     | Anglie    | Ú      | Rushian Hepburn-Murphy |